# Beaugency
Beaugency je francouzská obec v departementu Loiret v regionu Centre-Val de Loire. V roce 2012 zde žilo 7 501 obyvatel. Je centrem kantonu Beaugency.

## Poloha
Obec leží na pravém břehu řeky Loiry u hranic departementu Loiret a departementem Loir-et-Cher. Sousední obce jsou: Baule, Lailly-en-Val, Messas, Saint-Laurent-Nouan (Loir-et-Cher), Tavers a Villorceau.

## Vývoj počtu obyvatel
Počet obyvatel